# Affoussiata Bamba-Lamine
Pour les articles homonymes, voir Bamba et Lamine.
Affoussiata Bamba-Lamine ,née le 23 juin 1970 à Abidjan, est une femme politique ivoirienne, ministre de la Communication du 21 décembre 2012 au 9 janvier 2017.

## Biographie
Née le 23 juin 1970 à Abidjan, Affoussiata Bamba-Lamine ou Affoussy Bamba (son nom à l’État civil) est la fille de Moriféré Bamba, un homme politique de l'opposition, proche de Laurent Gbagbo. Elle commence ses études en Côte d'Ivoire et va les poursuivre en France où elle obtient ses diplômes de droit à l'université Robert Schuman de Strasbourg puis un DESS de juriste international à Paris à l'université René Descartes de Paris V. Elle obtient un doctorat en droit comparé, droit international privé de l'université de Nancy. 
Sa carrière politique et administrative débute en 2000. Une année au cours de laquelle elle entame son rôle de conseillère juridique dans le ministère d’État, ministère de la Communication.
Affousiata Bamba Lamine s’est engagée dans la politique dans les années 2000. Elle intervenait au côté des forces nouvelles et du Secrétaire Général du mouvement, proche de Guillaume Soro à la préparation des accords de Linas Marcoussis. Elle a occupé plusieurs fonctions dans l’administration publique en qualité de Conseillère Juridique de  Guillaume Soro au sein des départements ministériels dont il était le titulaire à l’époque, puis son Conseiller spécial à la Primature. 
Affousiata Bamba Lamine appartenait au mouvement des forces nouvelles[Quoi ?], elle en a été le conseiller juridique, membre de son directoire politique, directrice de cabinet du Secrétaire general, puis le porte-parole.
Avec les troubles causés par la crise politico-militaire de 2002, Affoussiata Bamba-Lamine alors étant employée du ministère de la Communication ivoirienne, met en même temps ses capacités de juriste et de communicante au service de la rébellion armée (les Forces nouvelles) qui contrôle le nord de la Côte d'Ivoire : elle en devient la porte-parole,.
Du 21 décembre 2012 au 9 janvier 2017, elle est ministre de la Communication de Côte d'Ivoire et porte-parole du gouvernement,.
Elle est mariée et mère de deux enfants. 

## Poursuite et condamnation judiciaire
Le 23 juin 2021, poursuivie pour tentative de coup d'État avec Guillaume Soro et 18 autres personnes, Affoussiata Bamba-Lamine est condamnée à 20 ans de prison.

## Récompenses et distinctions
Elle est fait:
- chevalier de l’ordre national de Côte d’Ivoire (2011)

- chevalier de l'ordre national de Côte d'Ivoire en 2013[7]

## Publications
- Le Droit de l'Arbitrage en Droit OHADA
- L'Enjeu du Droit de la Nationalité en Côte d'Ivoire
- Le Compromis politique, notamment les accords politiques de Linas Marcoussis[8]